# Dvorec Selo, Ljubljana
Dvorec Selo leži v Ljubljani ob Zaloški cesti nasproti bencinske črpalke. V pozno baročnem stilu ga je zgradil leta 1762 Jožef Desselbruner.
Zgrajen je v dveh nadstropjih. Zunanjost krasi 15 okenskih osi s poudarjenim rizalitom, v katerega je vmeščen kamnit portal z volutasto oblikovano atiko. Dvorec sestavljajo tri med sabo povezane celote: zahodni del, osrednji dominantni del in vzhodni del.
Ob glavni zgradbi sta bila pravokotno zgrajena stebriščno obokana objekta, namenjena konjušnici. Ob stopnišču je bil tudi veterinarska lekarna. V prvem nadstropju so bile tri večje sobe za častnike in vojake, kuhinja, stražarnici, šolski sobi ter shrambe in skladiščni prostori. Ob cesti je stal objekt namenjen shranjevanju voz in kovačnici ter z bivalnim delom v nadstropju.
Leta 1994 je bil dvorec razglašen za spomeniški kompleks.

## Zgodovina
Graščina je bila sezidana sredi 18. stoletja za jezuitski kolegij iz Trsta kot letovišče, v takrat še čisto kmečki okolici. Ob Ljubljanici nasproti graščine je takrat nastalo manufakturno podjetje - tovarna sukna. Suknarna deželnih stanov je leta 1727 dobila obrtne prostore v mlinu na Selu ob Ljubljanici. Leta 1747 je vso posest kupil ljubljanski trgovec Friderik Weitenhiller. Leta 1762 sta lastnika posesti postala dunajski trgovec Valentin Ruard in ljubljanski trgovec Josip Desselbrunner. Slednji je v celoti prevzel tovarno, ki je postala največja tovarna sukna v tedanji Avstriji. Podjetje je zaradi odkupa deležev in proti koncu stoletja zaradi Napoleonovih vojn zašlo v hude finančne težave. Leta 1803 so suknarno zaprli. Posest in graščino je leta 1817 kupil na dražbi Andrej Malič.
Že leta 1820 je oddal dvorec v najem državi. Ta ga je preuredila za svoje vojaške potrebe, podaljšala pa je tudi obe stranski poslopji. Leta 1854 je dvorec odkupila avstrijska državna uprava, ki ga je še naprej vse do konca prve svetovne vojne uporabljala za svoje vojaške potrebe, za tem pa ga je prevzela nova jugoslovanska državna oblast.
V sklopu Dvorca je na tem mestu stal tudi samostan sester karmeličank. Vanj so se vselile 12. junija 1889. Državna oblast je samostan razpustila 15. oktobra 1948, leta 1951 pa porušila del samostana in cerkev z opravičilom, da se "razširi Zaloška cesta za potrebe naraščajočega prometa". Ostala je le hiša v kateri je stanoval njihov spiritual (danes Zaloška cesta 58). Leta 1976 so hišo kupili minoriti in jo obnovili. 6. julija 1979 je bila v hiši blagoslovljena kapela, posvečena svetemu Maksimilijanu Kolbeju. Blagoslovil jo je pokojni nadškof Jožef Pogačnik.
Leta 1937 je kmetijsko ministrstvo premestilo konjarno v grad Ponoviče pri Litiji in celoten kompleks dodelilo deškemu vzgajališču. Po drugi svetovni vojni je del graščine spet služil vojaškim namenom. Sedaj je v lasti podjetja GIVO Real, ki cel kompleks že realizira in mu podaja novo funkcionalnost in pomen.